# Gale Gordon

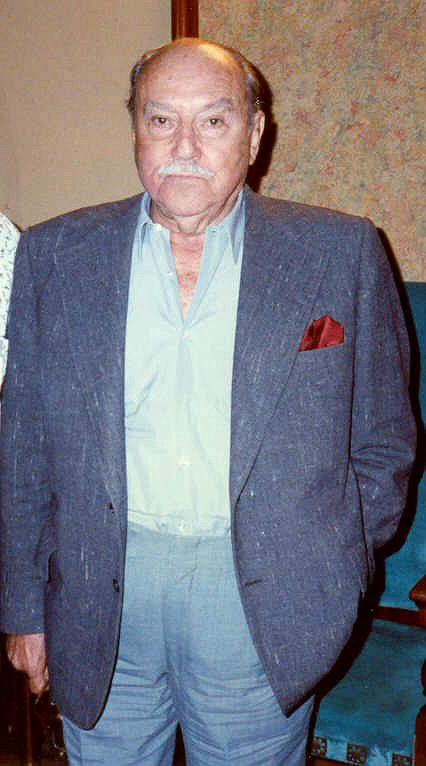
Gale Gordon bei der Emmy Verleihung im Jahr 1988

Gale Gordon (* 20. Februar 1906 in New York City, New York; † 30. Juni 1995 in Escondido, Kalifornien), eigentlich Charles T. Aldrich Jr, war ein US-amerikanischer Schauspieler.

## Leben
Für den Sohn der Schauspielerin Gloria Gordon und des Vaudevillekünstlers Charles Aldrich lag der Einstieg in das Showgeschäft nahe. Zunächst arbeitete er bei dem in den 1930er Jahren populärsten Massenmedium Radio. Er war als Sprecher regelmäßig in den Sendungen Fibber McGee and Molly sowie in The Great Gildersleeve zu hören. Gordon war 1935 der erste Sprecher des Titelhelden in der Hörspielserie Flash Gordon. Seine Rolle als aufgeblasener Schuldirektor Osgood Conklin in der Radiosendung Our Miss Brooks verkörperte er später auch in der 1952 produzierten Fernsehfassung. In dieser spielte er bis 1956 in 130 Folgen und machte sein Gesicht erstmals amerikaweit bekannt.
Während seiner Arbeit als Radiosprecher traf Gale Gordon auf Lucille Ball, mit der er in den folgenden Jahren oft zusammenarbeitete und auch privat befreundet war. Gordon sollte ursprünglich die Rolle des Fred Mertz in Balls Sitcom I Love Lucy übernehmen, sein Engagement bei der Serie Our Miss Brooks zwang ihn jedoch die Rolle an seinen Kollegen William Frawley abzugeben. Er hatte jedoch zwei Gastauftritte in der Serie als Mr. Littlefield, dem Manager von Desi Arnaz’ Figur Ricky. Eine weitere Gelegenheit mit Lucille Ball zu spielen bot sich 1963 in The Lucy Show, wo er den Bankchef Theodore J. Mooney und späteren Arbeitgeber der Hauptdarstellerin verkörperte. Gordon und Ball standen im Anschluss an die Lucy Show nochmals in den Serien Here’s Lucy und Life with Lucy vor der Kamera.
Gale Gordon war von 1937 bis zu ihrem Tod am 3. Mai 1995 mit Virginia Curley verheiratet. Er erlag seinem Krebsleiden nur wenige Wochen später.

## Filmografie (Auswahl)
- 1926: Dämon Weib (The Temptress)
- 1942: Here We Go Again
- 1950: Die Männerfeindin (A Woman of Distinction)
- 1952: Here Come the Nelsons
- 1952: I Love Lucy (Fernsehserie, 2 Folgen)
- 1952–1956: Our Miss Brooks (Fernsehserie, 130 Folgen)
- 1956–1957: The Brothers (Fernsehserie, 26 Folgen)
- 1958: Keine Angst vor scharfen Sachen (Rally ’Round the Flag, Boys!)
- 1959: Keiner verlässt das Schiff! (Don't Give Up the Ship)
- 1959: The Real McCoys (Fernsehserie, Folge Screen Test)
- 1959: Die Neun-Meter-Braut (The Thirty Foot Bride of Candy Rock), in der Rolle des Raven Rossiter
- 1960: Besuch auf einem kleinen Planeten (Visit to a Small Planet)
- 1960–1962: Pete and Gladys (Fernsehserie, 9 Folgen)
- 1961: All Hands on Deck
- 1961: Alles in einer Nacht (All in a Night’s Work)
- 1962–1963: Dennis, Geschichten eines Lausbuben (Dennis the Menace; Fernsehserie, 44 Folgen)
- 1963–1968: The Lucy Show (Fernsehserie, 111 Folgen)
- 1968: Speedway
- 1968–1974: Here's Lucy (Fernsehserie, 142 Folgen)
- 1977: The Honeymooners Christmas Special (Fernsehfilm)
- 1977: Lach’ mit Lucille Ball: Ein ganz besonderer Gast zum Dinner (Lucy Calls the President; Fernsehfilm)
- 1986: Life with Lucy (Fernsehserie, 13 Folgen)
- 1989: Meine teuflischen Nachbarn (The ’burbs)
- 1991: The New Lassie (Fernsehserie, Folge No Pets Allowed)

## Auszeichnungen
Gale Gordon wurde 1999 in die Radio Hall of Fame aufgenommen und wurde mit einem Stern auf dem Hollywood Walk of Fame (6340 Hollywood Boulevard) geehrt.
- 1955: Emmy-Nominierung für Our Miss Brooks
- 1967: Emmy-Nominierung für The Lucy Show
- 1968: Emmy-Nominierung für The Lucy Show
- 1971: Emmy-Nominierung für Here’s Lucy